# April 2003
Dit artikel geeft een chronologisch overzicht van alle belangrijke gebeurtenissen per dag in de maand april van het jaar 2003.

## Gebeurtenissen

### 1 april
- Nederland - In een productievestiging van DSM in Geleen komen bij een ontploffing, na het opstarten van een zoutoven, drie mensen om.
- België - In Antwerpen hebben de partijen VLD en sp.a een overeenstemming bereikt om Patrick Janssens tot burgemeester te benoemen. (zie ook vanaf 13 maart)

### 2 april
- Het Nederlands voetbalelftal vervolgt de kwalificatiereeks voor het EK voetbal 2004 met een benauwde 2-1 zege op Moldavië. Ruud van Nistelrooy en Mark van Bommel scoren in Tiraspol voor de ploeg van bondscoach Dick Advocaat.

### 3 april
- Nederland - De vogelpest-epidemie breidt zich uit naar de provincie Noord-Brabant.
- Irak - Irakoorlog
  - De Amerikanen steken de Tigris over, en komen tot 40 km van Bagdad.
  - Turkije staat gebruik van zijn grondgebied voor het transport van voedsel en andere niet-militaire producten toe.
- Democratische Republiek Congo - Bij aanvallen op een aantal Congolese dorpen komen enkele honderden mensen om het leven; de identiteit van de daders is onbekend.
- China - De Wereldgezondheidsorganisatie geeft een negatief reisadvies uit voor Guangdong en Hongkong in verband met SARS.

### 4 april
- Irak - Irakoorlog - De Amerikanen veroveren het vliegveld van Bagdad.

### 5 april
- België - Na de kamer stemt ook de senaat in met het voorstel de genocidewet in te perken.
- Irak - Irakoorlog - Amerikaanse troepen trekken door Bagdad en bereiken het centrum.

### 6 april
- Irak - Irakoorlog - Bij zogenaamd friendly fire nemen twee Amerikaanse gevechtsvliegtuigen een konvooi van Koerdische strijders en eigen special forces onder vuur. Meerdere soldaten komen om, waarschijnlijk 18.

### 7 april
- Irak - Irakoorlog
  - De Amerikanen treffen nabij Bagdad stoffen aan waarvan ze vermoeden dat het om sarin en mosterdgas. Later blijkt dat het om pesticiden gaat.
  - De Amerikanen trekken het centrum van Bagdad binnen.

### 8 april
- Irak - Irakoorlog
  - Iraakse troepen hebben in Bagdad een tegenaanval gedaan op Amerikaanse soldaten die een belangrijk kruispunt op de westoever van de Tigris bezet hielden. Na luchtbombardementen konden de Amerikanen het kruispunt heroveren.
- Gazastrook - Israëlische troepen doden Hamas-leider Said Al-din al-Arabid. 5 andere Palestijnen komen ook om het leven, en minstens 47 raken gewond.

### 9 april
- Irak - Irakoorlog - Saddam Hoessein en zijn Ba'ath-partij verliezen volledig de controle over het land. De Amerikanen trekken wijk voor wijk langzaam Bagdad binnen. De bevolking vernietigt tekenen van het regime en het grote standbeeld van Saddam Hoessein wordt omvergetrokken.

### 10 april
- Irak - Irakoorlog - Koerdische strijders veroveren met ondersteuning van Amerikaanse troepen de stad Kirkoek.
- Nederland - De coalitie-onderhandelingen tussen CDA en PvdA stranden na ruim twee maanden.
- Noord-Korea - Noord-Korea trekt zich officieel uit het non-proliferatieverdrag terug.

### 11 april
- Nederland - Wim Kok benoemd tot Minister van Staat.
- Irakoorlog:
  - De Amerikanen veroveren Mosoel, de tweede stad van Irak.
  - De Amerikanen maken het 'kaartspel' bekend, een lijst van de 55 meest gezochte Iraakse officials van het bewind-Hoessein.

### 12 april
- België - Het huwelijk van prins Laurent en Claire Coombs trekt niet de verwachte massa naar Brussel.
- De bevolking van Hongarije stemt bij referendum vóór toetreding tot de Europese Unie.

### 13 april
- België - In de Onze-Lieve-Vrouw-Onbevlekt kerk aan het Brusselse Vossenplein vieren prins Laurent en Claire Coombs hun huwelijk met een dankmis voor het "gewone" volk. Er werden op vraag van het paar geen dranghekken geplaatst en er was nauwelijks sprake van veiligheidsvoorzieningen. Er kwam echter wel meer volk opdagen dat bij de officiële huwelijksplechtigheid, mede dankzij de Franse priester Guy Gilbert.
- Nederland - De Keniase langeafstandsloper William Kiplagat is met 2:07.42 de snelste in de 23e editie van de marathon van Rotterdam. Bij de vrouwen zegeviert de Servische Olivera Jevtić in een tijd van 2:25.23.

### 14 april
- Irak - Irakoorlog - Amerikaanse troepen hebben het presidentieel paleis van Tikrit ingenomen, het laatste bolwerk en de geboorteplaats van Saddam Hoessein.

### 15 april
- Nederland / Kabinetsformatie - De Koningin heeft staatsraad Rein Jan Hoekstra (CDA) en Minister van Staat Frits Korthals Altes (VVD) benoemd tot informateurs. Opdracht: onderzoek de mogelijkheden van een meerderheidskabinet bestaande uit CDA, VVD en één of meer andere partijen.
- Nederland - Volkert van der G., de moordenaar van Pim Fortuyn, is veroordeeld tot 18 jaar gevangenisstraf. Het Openbaar Ministerie had levenslang geëist.
- Irak - De Amerikanen arresteren in Bagdad de terrorist Abu Abbas, leider van het Palestijnse bevrijdingsfront PLF, en veroordeeld in Italië voor de kidnap van de Achille Lauro.

### 16 april
- Zwitserland / Genève - De Wereldgezondheidsorganisatie (WHO) heeft definitief vastgesteld dat de longziekte SARS veroorzaakt wordt door een coronavirus, dat SARS-virus is genoemd. De Nederlandse viroloog prof. dr. Ab Osterhaus van het Erasmus MC speelde een belangrijke rol bij de identificatie van het virus.
- België - De vogelpest-epidemie in Nederland is overgesprongen naar België, waar de ziekte vandaag voor het eerst op een bedrijf is vastgesteld.

### 19 april
- Nederland / 's-Hertogenbosch - Voor het eerst is een mens overleden aan de gevolgen van het vogelpest-virus. Volgens viroloog Ab Osterhaus had de 57-jarige dierenarts geen antivirale middelen genomen, omdat hem dat niet geadviseerd was. Osterhaus noemt het vooralsnog een geïsoleerd geval.
- Nigeria - President Olusegun Obasanjo van Nigeria wordt herkozen. Er zijn echter aanwijzingen voor verkiezingsfraude.

### 20 april
- China - China geeft toe dat er veel meer SARS-gevallen zijn dan eerder was gezegd, namelijk 1807. De minister van Volksgezondheid en de burgemeester van Peking zijn ontslagen. De mei-vakantie is geannuleerd.

### 23 april
- China - In Peking is overleg tussen Verenigde Staten, Noord-Korea en China in verband met het Noord-Koreaanse kernwapenprogramma. Deze worden op 25 april afgebroken.
- Palestijnse Autoriteit - De Palestijnse president Yasser Arafat en premier Mahmoud Abbas bereiken een overeenkomst over de samenstelling van de regering.
- Canada - Toronto wordt toegevoegd aan de 'zwarte lijst' van plaatsen die volgens de Wereldgezondheidsorganisatie in verband met SARS vermeden dienen te worden.

### 24 april
- Nederland - In Maastricht komen twee mensen om het leven wanneer vijf balkons van een tamelijk nieuw appartementencomplex omlaagstorten.
- Irak - Tarek Aziz, veiligheidschef onder Saddam Hoessein, geeft zich over aan de Amerikaanse troepen.
- Noord-Korea - Noord-Korea meldt officieel dat het in het bezit is van kernwapens en begonnen is met de productie van voor kernwapens geschikt plutonium.

### 28 april
- Irak - 15 Irakezen komen om en 65 raken gewond nadat Amerikaanse troepen in Fallujah op een mensenmenigte schieten. De Amerikanen beweren dat de schoten gelost werden nadat ze zelf vanuit de mensenmenigte beschoten waren.

### 29 april
- Nederland / Kabinetsformatie - CDA en VVD kiezen voor een coalitie met D66.
- Palestijnse Autoriteit - Het Palestijnse parlement keurt de regering-Abbas goed.

### 30 april
- Canada - De Wereldgezondheidsorganisatie heeft het negatief reisadvies voor Toronto wegens SARS opgeheven. De dreigende epidemie is ingedamd.
- Palestijnse Autoriteit - Mahmoud Abbas wordt de eerste premier van de Palestijnse Autoriteit.
- Het Nederlands voetbalelftal speelt in Eindhoven met 1-1 gelijk tegen Portugal in een vriendschappelijk duel in Amsterdam. Patrick Kluivert neemt het enige doelpunt van Oranje voor zijn rekening. Bondscoach Dick Advocaat gunt twee spelers hun debuut: Wesley Sneijder (Ajax) en Arjen Robben (PSV).

## Overleden
<< · januari · februari · maart · april · mei · juni · juli · augustus · september · oktober · november · december · >>